# Cố Thành
Cố Thành (chữ Hán giản thể: 故城县) là một huyện thuộc địa cấp thị Hành Thủy, tỉnh Hà Bắc, Cộng hòa Nhân dân Trung Hoa. Huyện này có diện tích 942 ki-lô-mét vuông, dân số 460.000 người. Mã số bưu chính là 253800, mã vùng điện thoại 0318. Huyện lỵ đóng tại trấn Trịnh Gia Khẩu.

## Phân chia hành chính
Về mặt hành chính, huyện Cổ Thành được chia thành 9 trấn, 4 hương:
- Trấn: Trịnh Gia Khẩu, Hạ Trang, Thanh Hãn, Cố Thành, Vũ Quan Trại, Nhiêu Dương Điếm, Kiến Quốc, Quân Đồn, Tây Bán Đồn.
- Hương: Lý Lão, Tân Trang, Phòng Trang, Tam Lãng.